# Agum II. Kakrime
Agum II. (mAg-gu-um) oder Agum II.-Kakrime war der zweite kassitische König von Babylon. Er trug den Titel šar Kaššī und šar Ak-ka-di-i.

### Assurbanipal-Text
In einer Zusammenstellung für die Bibliothek des Aššur-bani-apli werden die Leistungen von Agum-kakrime beschrieben. Er brachte danach die Statuen von Marduk und Ṣarpanitu aus dem Land Ḫani zurück nach Babylon.

8 "Den König Šamaš durch ein Lamm des Opferschauers befragte ich und 

9 einem fernen Lande, matḪa-ni-i,

10 schickte ich [Boten] und den Gott Marduk

11 und die Göttin Sarpanitum geleiteten sie hierher und

12 Marduk und Sarpanitum,

13 die meine Regierung lieben,

14 nach Esagila

15 und Babylon

16 brachte ich zurück."

Er stellte den Esagila wieder her, den er mit Gold, Silber, Kupfer und Edelsteinen beschenkte.
Außerdem erhielten ein Priester, ein Schmied und eine weitere Person Steuerbefreiung.
Agum nennt sich Sohn von UR-ši-gu-ru-maš, Nachkomme von A-bir-[Ataš], Sohn von Kaš-til-ia-šu, Sohn von Agum dem Großen (ša A-gu-um ra-bi-i), reiner Same des Šuqamuna, eingesetzt von Anu und Enlil, Ea und Marduk, Sin und Šamaš, der starke Mann der kriegerischen Ištar. Marduk, hatte damals noch nicht die Bedeutung, die ihm in Neu-Babylonischer Zeit zukommen sollte. Benno Landsberger hält die Inschrift allerdings für eine spätere Fälschung, eine Ansicht, der sich auch Gelb und Borger anschlossen („apokryphisch“). Dagegen argumentiert Na’Aman, dass selbst eine Fälschung sich an die überlieferten Fakten halten würde, die Angaben also verwertbar sind.
Gewöhnlich wird angenommen, dass diese Götterbilder im Zuge des hethitischen Überfalls auf Babylon unter Muršilis I. entführt worden waren. Nach einem Orakeltext aus der Bibliothek von Assurbanipal ist die Herrschaft von Agum 24 Jahre nach der Plünderung von Babylon ansetzen. Ḫani wird verschieden gedeutet. Na’Aman interpretiert es als Ḫana, unklar bleibt dann allerdings, warum die Statuen in Ḫana verblieben oder wie sie nach dort gelangten. Brinkman schlägt dagegen eine Lesung als Hati, Hatti vor, was auch mit der Beschreibung als „fernes Land“ übereinstimmen würde, die Rückgabe wäre dann ein Staatsakt.
Ist die Zeitangabe des Orakeltextes zuverlässig, liegt die Thronbesteigung Agums um 1545, sonst kann man sie nur in der Zeit nach dem Fall Babylons, für den ebenfalls kein Fixdatum vorliegt, ansetzen.

## Weitere Quellen
Ein Agum führte auch einen Feldzug gegen das Meerland. Die entsprechende Chronik weist ihm allerdings keinen königlichen Titel zu, so dass die Gleichsetzung mit Agum II. nicht völlig gesichert ist.
Aus Qalʿat al-Bahrain auf Dilmun liegen zwei Schulübungen vor, die in die Regierungszeit von Agum datiert sind. Hier handelt es sich vermutlich um Agum III.

## 9. Kassitenherrscher
Weidner (1926) identifizierte Agum kakrime als den 9. Herrscher der synchronistischen Königsliste (Lesung mag-gu-[u]m), zog diese Interpretation aber wieder zurück. Astour liest die entsprechende Stelle als Kak-ri-i[m-m]e, was ein Epithet von Agum II. ist. Astour nimmt Agum-kakrime an. Wie Boese betont, ist diese Deutung „sehr verführerisch“, aber letztlich nicht belegbar. Na’Aman hält Agum für den 8. Kassittenherrscher.
Der betreffende König regierte 22 Jahre.

## Namen
I. M. Diakonoff deutete den Beinamen Agum als akkadisch kak rīme, Schwert des Mitleids, Astour als „Waffe des Donners“ oder Donnerkeil.